# Uberlândia
Uberlândia är en stad och kommun i södra Brasilien och ligger i delstaten Minas Gerais. Befolkningen uppgår till cirka 650 000 invånare vilket gör den till delstatens näst största stad. Uberlândia fick kommunrättigheter den 31 augusti 1888.

## Administrativ indelning
Kommunen var år 2010 indelad i fem distrikt:
- Cruzeiro dos Peixotos
- Martinésia
- Miraporanga
- Tapuirama
- Uberlândia

## Befolkningsutveckling
| Område              | Areal (km²)   | Invånarantal 1 augusti 2000 | Invånarantal 1 augusti 2010 | Invånarantal 1 juli 2014 |
| ------------------- | ------------- | --------------------------- | --------------------------- | ------------------------ |
| Kommun              | 4 115,21      | 501 214                     | 604 013                     | 654 681                  |
| Urban befolkning    | Ingen uppgift | 488 982                     | 587 266                     | Ingen uppgift            |
| ...varav centralort | Ingen uppgift | 486 551                     | 584 102                     | Ingen uppgift            |